# Готшалк
Свети Готшалк (на немски: Gottschalk der Wende; на латински: Godescalcus, * ок. 1000, † 7 юни 1066, Ленцен, Бранденбург) е княз на ободритите, западнославянски народ в региона на Вендите на Балтийско море от 1043 до 1066 г. и мъченик от династията на Наконидите. Той се чества на 7 юни.

## Биография
Той е син на християнския княз на ободритите Удо. Възпитаван е в манастир „Св. Михаил“ в Люнебург. През 1028 г. баща му Удо е убит, след което Готшалк напуска манастира. През 1030 г. попада в плен на херцог Бернхард II от род Билунги. Той е изгонен и отива в Англия, където става придружител на крал Кнут Велики от Англия и Дания. През 1035 г. той е придружител на неговия син Свен Естридсон, по-късният крал на Дания (1047 – 1076), и се жени за дъщеря му Зигрид. През 1043 г. той се връща в родината си и успява да стане владетел. Помага там за християнизирането. В неговите земи се основават епископствата Олденбург за Вагрия, Ратцебург за Полабия и Мекленбург за ободритите.
След свалянето на архиепископ Адалберт от Бремен през 1066 г. избухва въстание на непокръстените благородници и Готшалк е убит. Неговата вдовица Зигрид бяга със синът им, по-късният княз Хайнрих, при баща си Свен Естридсон в Дания.

## Деца
От първия му брак:
- Будивой (Бутуй) († 1073 убит при Пльон), княз на ободритите

От втория му брак със Зигрид:
- Хайнрих (* ок. 1050/60, † 22 март 1127), княз на ободритите (1093 – 1126/1127)